# 鄂嫩河-巴利國家公園
48°59′N 111°06′E / 48.98°N 111.1°E

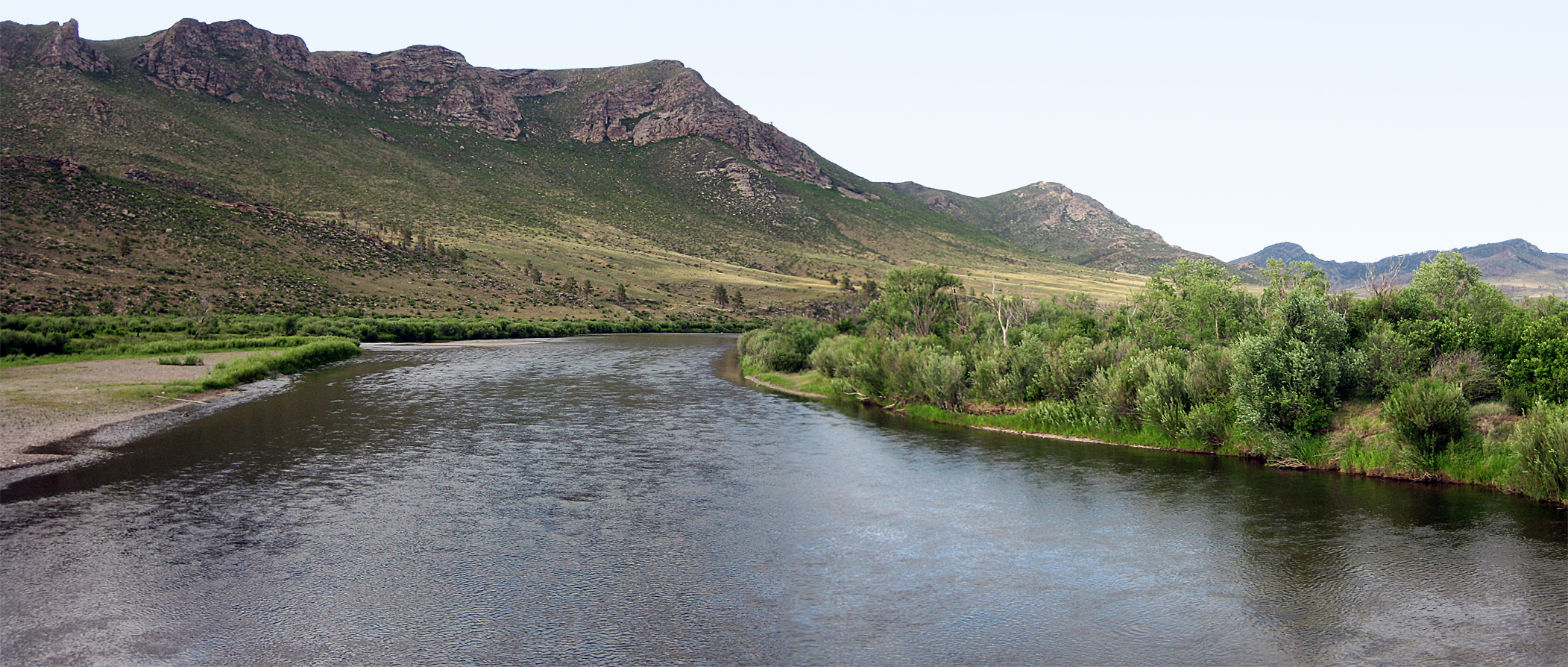

鄂嫩河-巴利國家公園是蒙古國的國家公園，位於該國東北部，成立於2011年，面積4,158平方公里，受半乾旱氣候影響，有鴻雁、黃爪隼、白枕鶴等野生鳥類棲息。